# Toni Carroll
Toni Carroll (n. 26 mai 1927, Saint Louis, Missouri, SUA – d. 13 noiembrie 2022, New York City, New York, SUA) a fost o actriță și cântăreață americană. A fost căsătorită cu producătorul de televiziune David L. Wolper.